# Хажлин
Хажлин (слч. Hažlín) насељено је мјесто са административним статусом сеоске општине (слч. obec) у округу Бардјејов, у Прешовском крају, Словачка Република.

## Становништво
| Година:    | 1994. | 2004.   | 2014.   | 2024.   |
| ---------- | ----- | ------- | ------- | ------- |
| Број људи: | 1193  | 1191    | 1135    | 1058    |
| Разлика:   |       | -0,16 % | -4,70 % | -6,78 % |

| Година:    | 2023. | 2024.   |
| ---------- | ----- | ------- |
| Број људи: | 1051  | 1058    |
| Разлика:   |       | +0,66 % |

Према подацима о броју становника из 2024. године насеље је имало 1058 становника.